# Obsessió (pel·lícula de 2004)
Obsessió (títol original: Wicker Park) és una pel·lícula estatunidenca, dirigida per Paul McGuigan, estrenada l'any 2004. Ha estat doblada al català.

## Argument
El film té lloc al barri de Wicker Park a Chicago. Des del moment en què Matthew veu a Lisa per primera vegada s'obsessiona amb ella: la segueix, es coneixen i de seguida s'enamoren. Tot sembla perfecte fins que un dia ella desapareix sense deixar rastre. Dos anys després, Matt ha refet la seva vida, però encara viu turmentat pel seu record i per una sèrie de preguntes sense resposta. De sobte, un dia, veu a algú en un bar que podria ser ella. A partir d'aquest moment comença una enrevessada i obsessiva recerca d'algú que potser ara està jugant amb la seva ment.

## Repartiment
- Josh Hartnett: Matthew
- Rose Byrne: Alex
- Diane Kruger: Lisa
- Matthew Lillard: Luke
- Jessica Paré: Rebecca
- Christopher Cousins: Daniel
- Ted Whittall: Walter
- Stéfanie Buxton: l'agent des billets
- Gillian Ferrabee: Robin
- Vlasta Vrana: el joier
- Amy Sobol: Ellie
- Isabel Dos Santos: la criada
- Joanna Noyes: Mary
- Kerrilyn Keith: una clienta
- Mark Camacho: el barman
- Marcel Jeannin: el director del teatre
- Zenhu Han: M. Hong
- Lu Ye: Srta. Hsia
- Christian Paul: Orsino

## Rebuda
- Premis 2004: Festival de Mont-real: Secció oficial llargmetratges a concurs
- Crítica
  - Remake de "L'Appartement" (1996), un thriller d'intriga francès escrit i dirigit per Gilles Mimouni i protagonitzat per Vincent Cassel i Monica Bellucci. Als Estats Units "Wicker Park" va obtenir crítiques dispars, sent majoria les que el van considerar un drama de suspens "al Hitchcock" entretingut i una mica confús, de resultats finals bastant mediocres i en qualsevol cas inferior a la pel·lícula original.
  - "Fotocòpia defectuosa (...) Manté alguns dels mèrits de l'original, entre ells el seu excel·lent ritme (...) bona part del que McGuigan intenta aportar resulta fallit (...) hipnòtica banda sonora"[3]
  - "A part de la complexa interpretació de Rose Byrne, no hi ha res aquí que millori a l'original"[4]